# Demy (zpěvačka)
Dimitra Papadea známá jako Demy (řecky Δήμητρα Παπαδέα [ˈðimitra papaˈðea] , * 21. srpna 1991 Athény) je řecká zpěvačka. 

## Životopis
Od počátku své kariéry byla 30krát nominována na cenu MAD Video Music Awards. Dosud získala 11 cenu Video Music Awards, včetně kategorie „Nejlepší nový umělec“ a „Nejlepší ženský umělec“ a je čtyřnásobnou držitelkou nejoceňovanější umělkyně v historii řeckého ocenění Video Music Awards. Dále získala ocenění „MAD VMA Cyprus“ (Annual Cyprus Awards) a „SuperFM Radio Cyprus“. Také zvítězila na MTV Europe Music Awards (EMA) v kategorii „Nejlepší řecký počin“ a byla vybrána jako oblíbená řecká umělkyně na mezinárodních Nickelodeon Kids' Choice Awards 2018.
Podepsala smlouvu s hudebním vydavatelstvím Panik Records, přičemž vydala dvě studiová alba, první v roce 2012 s názvem „#1“, které se stalo platinovým a v roce 2014 album „Rodino Oniro“, které se stalo zlatým. V roce 2017 vydala sbírku všech svých anglických písní a později vydala album "Kontra". Kromě hudby se věnuje herectví, kde se uplatnila především v muzikálech, v roce 2018 hrála ve filmu "Čekání na kmotru".
V roce 2017 reprezentovala Řecko v Eurovision Song Contest 2017, kde skončila na 10. místě v prvním semifinále a na 19. místě ve velkém finále.

### Eurovision Song Contest 2017

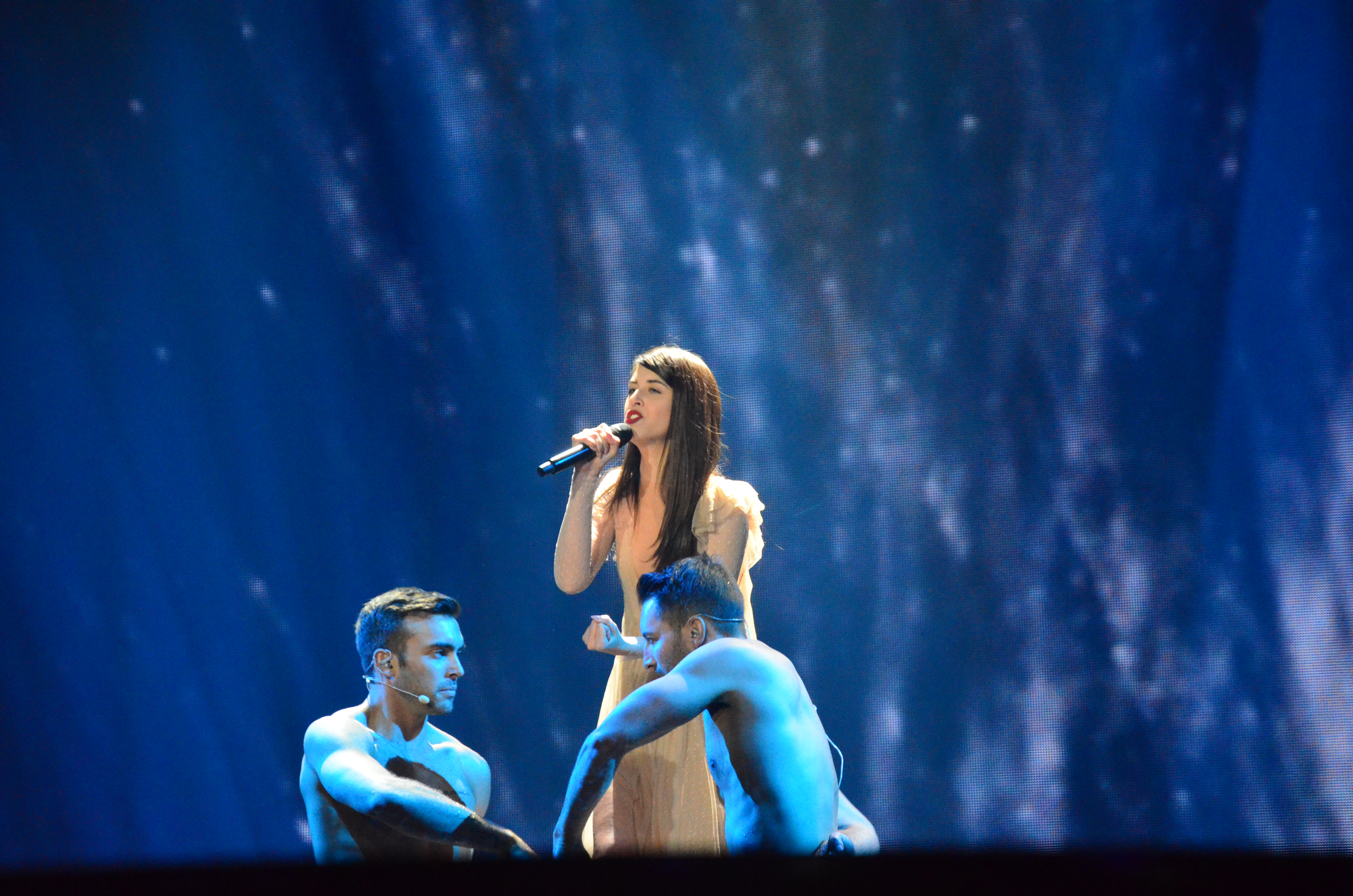
Demy se svými 2 tanečníky, Iasonasem Mandilasem a Markosem Yiakoumoglou

Dne 13. ledna 2017 byla oznámená její nominace do soutěže Eurovision Song Contest 2017, která se konala v Kyjevě. Spolupracovala s "Dream Team" Dimitris Kontopoulos a Fokas Evangelinos. Dne 6. března 2017 byla do soutěže vybrána píseň „This Is Love“ (další varianty byly písně "Angels" či "When the Morning Comes Around"). V semifinále 9. května 2017 se kvalifikovala do finále, které se konalo 13. května 2017. V soutěži skončila na 19. místě se 77 body (48 od poroty a 29 v televizním hlasování).

## Diskografie

### Studiová alba
| Titul                                             | Podrobnosti                                                                                           | Nejlepší pozice v žebříčku | Certifikace                            |
| Titul                                             | Podrobnosti                                                                                           | GRE                        | Certifikace                            |
| ------------------------------------------------- | --- | -------------------------- | -------------------------------------- |
| #1                                                | - Vydáno: 19. prosince 2012 - Vydavatelství: Panik Records - Formáty: CD, CD/DVD, digitální stahování | 1                          | - IFPI Řecko : Platina - Kypr: Platina |
| Rodino Oneiro Řecky: Ρόδινο Όνειρο [Rodino Oniro] | - Vydáno: 22. prosince 2014 - Vydavatelství: Panik Records - Formáty: CD, CD/DVD, digitální stahování | 7                          | - IFPI Řecko: Zlato - Kypr: Zlato      |
| Kontra Řecky: Κόντρα                              | - Vydáno: 27. října 2017 - Vydavatelství: Panik Records - Formáty: CD, CD/DVD, digitální stahování    |                            |                                        |

### Singly

#### Jako hlavní umělkyně
| " Mono Mprosta "                                                         | 2011 | 1   | #1            |
| " Poses Xiliades Kalokairia "                                            | 2012 | 1   | #1            |
| " I Zoi (To Pio Omorfo Tragoudi) "                                       | 2012 | 1   | #1            |
| "Ki An Prospatho"                                                        | 2013 | 47  | #1            |
| "Meno"                                                                   | 2013 | 35  | #1            |
| " Oso O Kosmos Tha Ehi Esena " (feat. Mikea)                             | 2014 | 1   | Rodino Oneiro |
| "Rodino Oneiro"                                                          | 2014 | 24  | Rodino Oneiro |
| "Proti mou fora" (feat. Melisses )                                       | 2015 | 44  | Rodino Oneiro |
| "I Alitheia Moiazei Psema"                                               | 2015 | 1   | Rodino Oneiro |
| "Tha Meineis Fevgontas"                                                  | 2016 | 100 | Kontra        |
| " Isovia Mazi "                                                          | 2016 | 77  | Kontra        |
| " This is Love "                                                         | 2017 | 3   | Kontra        |
| "Angels"                                                                 | 2017 | 21  | Kontra        |
| "When the morning comes"                                                 | 2017 | 19  | Kontra        |
| "M' Ekdikise"                                                            | 2017 | 43  | Kontra        |
| "Ston Aera (OST "Success Story")"                                        | 2017 | 65  | Kontra        |
| "Orio Kanena"                                                            | 2018 | 43  |               |
| "Kyma Kalokairino"                                                       | 2018 | 78  |               |
| "Ela (OST "Perimenontas Ti Nona")"                                       | 2018 | 78  |               |
| "Dipla Mou" (feat. Katerina Papoutsaki )                                 | 2019 | -   |               |
| "Myrtia"                                                                 | 2019 | -   |               |
| "Na Me Thymasai Kai Na M' Agapas"                                        | 2019 | -   |               |
| "Mia Agapi Gia To Kalokairi"                                             | 2019 | -   |               |
| "Sta Kokkina" (feat. FY)                                                 | 2021 | 6   |               |
| "Ela" (feat. Sigmy )                                                     | 2021 | 49  |               |
| "Apothimena" (feat. JiMBo )                                              | 2022 | 32  |               |
| "Milia makria (OST "Tria milia")"                                        | 2022 | -   |               |
| "Fimes lene"                                                             | 2022 | 30  |               |
| "Floga"                                                                  | 2023 | -   |               |
| "Gia Sena" (feat. JiMBo )                                                | 2023 | -   |               |
| "—" označuje singl, který se neprosadil nebo nebyl na tomto území vydán. |      |     |               |

#### Jako vedlejší umělkyně
| Titul                                                           | Rok  | Nejlepší pozice v žebříčku | Nejlepší pozice v žebříčku | Album         |
| Titul                                                           | Rok  | GRE                        | BUL                        | Album         |
| --------------------------------------------------------------- | ---- | -------------------------- | -------------------------- | ------------- |
| "Mia Zografia (O Kosmos Mas)" (Midenistis feat. Demy)           | 2011 | 1                          | —                          | #1            |
| "Fallin'" (Playmen feat. Demy)                                  | 2012 | 1                          | 12                         | #1            |
| "The Sun" (Alex Leon featuring Demy & Epsilon)                  | 2013 | 1                          | —                          | Rodino Oneiro |
| "Nothing Better" (Playmen feat. Demy)                           | 2014 | 37                         | —                          | Rodino Oneiro |
| "Where Is the Love" (Angel Stoxx feat. Demy)                    | 2015 | 89                         | —                          | Rodino Oneiro |
| "Kati Pige Strava" (Digi featuring RadioAct & Demy)             | 2016 | 35                         | —                          | Kontra        |
| "Me Oplo Tin Foni Sou" (OGE & Charis Savva featuring Demy)      | 2016 | 44                         | —                          | Kontra        |
| "Million to one" (Playmen feat. Demy, Andy Nicolas And Mc Timm) | 2017 | —                          | —                          | —             |
| "An" (Tasos Xiarcho feat. Demy)                                 | 2020 | —                          | —                          | —             |
| "Adieksodo" (Apon & OGE feat. Demy)                             | 2020 | 40                         | —                          | —             |
| "Eyes talk" (Thomas Sykes feat. Demy)                           | 2022 | —                          | —                          | —             |

#### Propagační singly
| Rok  | Titul                   | Album         |
| ---- | ----------------------- | ------------- |
| 2013 | "Stay Here"             | –             |
| 2015 | "One Love"              | Demy          |
| 2015 | "Emeis"                 | Kontra        |
| 2016 | "You Fooled Me"         | Rodino Oneiro |
| 2017 | "Oso Zo (This is Love)" | Kontra        |
| 2018 | "Kyklos"                | Kontra        |
| 2018 | "Kontra ston chrono"    | Kontra        |
| 2018 | "Too late"              | –             |